# Xyris boliviana
Xyris boliviana är en gräsväxtart som beskrevs av Robert Kral. Xyris boliviana ingår i släktet Xyris och familjen Xyridaceae.
Artens utbredningsområde är Bolivia. Inga underarter finns listade i Catalogue of Life.